# Carol H. Beck
Carol H. Beck (1859-1908) fue una pintora, crítica y escritora histórica estadounidense.

## Biografía
Fue estudiante de la Academia de Bellas Artes de Pensilvania (PAFA, por sus siglas en inglés) de 1879 a 1884, donde estudió con Thomas Eakins. Estudió en Dresde y en la Académie Julian de París. Regresó a PAFA en 1899, donde realizó estudios adicionales con William Merritt Chase.
Recibió el premio Mary Smith de PAFA en 1899 a la mejor pintura de una artista de Filadelfia. Fue miembro de la Academia y miembro del Plastic Club, Filadelfia. Beck pintó retratos y sus obras se exhibieron con frecuencia. Los retratos más conocidos incluyen al gobernador Robert E. Pattison, pintado para el Capitolio del Estado de Pensilvania, así como un retrato de su hermano, el Excmo. James M. Beck. Sus retratos también fueron vistos en la Universidad de Pensilvania, en la Facultad de Medicina de la Mujer de Pensilvania, en el Wesleyan College, en las capitales de Pensilvania y Nueva Jersey, y en otros lugares públicos, así como en muchas casas privadas. Beck editó el Catálogo de la Colección de Pinturas William P. Wilstach en Memorial Hall, Fairmount Park, Filadelfia. Durante algunos años y hasta su muerte, fue una de las gestoras de las Becas de la Academia de Pensilvania. Por orden de Andrew Carnegie, pintó a William Penn con armadura para la Sociedad de Pensilvania en Nueva York y varios retratos para el Castillo de Skibo.

## Medalla de oro Beck
La ahora desaparecida Medalla de Oro Carol H. Beck se otorgaba a la mejor pintura de un artista estadounidense expuesta en las exposiciones anuales del PAFA. Fundada en 1908 por James M. Beck, en memoria de su hermana, fue otorgada por primera vez en 1909. El retrato tenía que haber sido pintado dentro de los tres años anteriores, y cada artista podía recibir la medalla solo una vez. Los destinatarios incluyeron a John Singer Sargent, Robert Henri, George Bellows, John Sloan y Thomas Hart Benton.